# Evgen Bavcar
Evgen Bavčar, né le 2 octobre 1946 à Lokavec (en) près de Ajdovščina alors en Yougoslavie, est un philosophe et un photographe franco-slovène vivant entre Paris et la Slovénie.

## Biographie
Evgen Bavčar perd progressivement la vue à la suite de deux accidents successifs à l'âge de onze ans. Après quelques années d'adaptation, il réintègre le système scolaire dit « normal » et poursuit ses études parmi les voyants.
En 1972, il quitte la Yougoslavie pour commencer un doctorat à l'université Panthéon-Sorbonne à Paris, en philosophie de l'art (esthétique). Il l'obtient en 1976 et devient ingénieur au Centre national de la recherche scientifique (CNRS). En 1981, il est naturalisé français.
Dans les années 1980, sa pratique photographique se développe en parallèle de ses activités de chercheur en esthétique. Il réalise sa première exposition de photographie en 1987. En 1988, il est le photographe officiel du « mois de la photo » à Paris. En 1992, il publie son autobiographie, Le Voyeur absolu, aux éditions du Seuil. En 1993, il réalise un livre de lithographies pour aveugles conçu avec son ami le peintre majorquin Miquel Barceló.
Evgen Bavčar apparaît dans plusieurs films du réalisateur belge Boris Lehman, Histoire de ma vie racontée par mes photographies, Tentatives de se décrire et Funérailles (de l'art de mourir). Il joue également dans le film de son ami Peter Handke, L'Absence (1992) et fait l'objet de nombreux documentaires, notamment Janela da Alma (2001), du Brésilien João Jardim.
Il est également le fondateur du laboratoire de l'Invisible à l'Institut des études critiques de Mexico.
Evgen Bavčar partage sa vie entre Paris et Lokavec en Slovénie. Il continue de travailler, à travers l'écriture et la photographie, sur ses thèmes de prédilection : la photographie conceptuelle, le visible et l'invisible, le statut de l'icône dans un monde saturé d'images, les liens entre l'image et le verbe.

## Ouvrages
- Jahre des lichts / Années de lumière, Metro Verlag, Berlin, 1991
- Le Voyeur absolu  en collaboration avec Ghislaine Glasson-Deschaumes, 1992, éditions du Seuil,  (ISBN 2020136155)
- Der Blinde Spiegel, West End Verlag, Berlin, 1992
- Livre pour aveugles, 1993, 48 lithographies en relief conçues avec Miquel Barceló
- Le regard rapproché, Centre de photographie de Lectoure/Musée des Beaux-Arts d’Agen, 1993
- Das Absolute sehen, Suhrkamp Verlag, Berlin 1994
- Heimat, Branstätter Verlag, Vienne, 1995
- Bilder, dir Noch Fehlten, Hatje Cantz, Berlin, 1995
- A la rencontre de l’ange, Janos Presse, Berlin, 1996
- Il terzo occhio / Le troisième œil, Institut Français de Naples, 1997
- Absolutni voajer, Cankarjeva zalozba, Ljubljana, 1997
- Der imperfekte Mensch, Hatje Cantz, 1997
- Mémoires rapprochées, Bernard Abtey, Vetter Editions/ Éditions de la petite pierre, 1998  (ISBN 2911457099)
- L'Inaccessible Étoile, 2000, éditions Paradigme  (ISBN 3716510556)
- Am Ende des Lichts, Galrev, Berlin 2000
- O ponto zero da fotografia, Very special arts do brasil, Rio de Janeiro, 2001
- Memoria do Brasil Cosac & Naify publishers, São Paulo, 2003
- Die Säge, Galrev, Berlin, 2005
- Dialogo en la oscuridad, Fondo de cultura economica, Mexico, 2008

Autres
- Préface à la traduction française du roman de Boris Pahor, Quand Ulysse revient à Trieste (2013)

## Distinctions

### Titres honorifiques
- Docteur honoris causa de l'Institut des études critiques de Mexico[réf. nécessaire], 2010
- Docteur honoris causa de l'université de Nova Gorica en Slovénie, 2011
- « Citizen of Europe », titre décerné par le Parlement européen, qui promeut les collaborations à travers les frontières et la compréhension mutuelle en Europe, 2016

### Décoration
- Chevalier de la Légion d'honneur, 2016